# 吉村麻央
吉村 麻央（よしむら まお、1972年（昭和47年） - ）は、日本の議員秘書。石破茂首相の内閣総理大臣秘書官。早稲田大学法学部卒業。東京都三鷹市出身。

## 経歴
東京都三鷹市出身。早稲田大学法学部在学中に政策担当秘書の資格試験に合格し、大学卒業後は衆議院議員である石破茂の事務所に入り、政策担当秘書となる。
2024年（令和6年）10月1日に石破茂が内閣総理大臣になったことに伴い、内閣総理大臣秘書官に任命された。
女性として初となる内閣総理大臣政務担当秘書官で、内閣総理大臣秘書官としては安倍晋三首相の山田真貴子、宗像直子に続き史上3人目である。

## 人物
石破が防衛庁長官のときも政務秘書官で、2024年自由民主党総裁選挙で石破の公約の作成やSNSでの発信などを担った。早稲田大学在学中にコロンビア大学へ留学経験がある為、英語を得意とし、大学で講義を受け持った事がある。軍事・安全保障分野に通じており、陸上自衛隊の予備自衛官として登録したこともある。